# Lladró

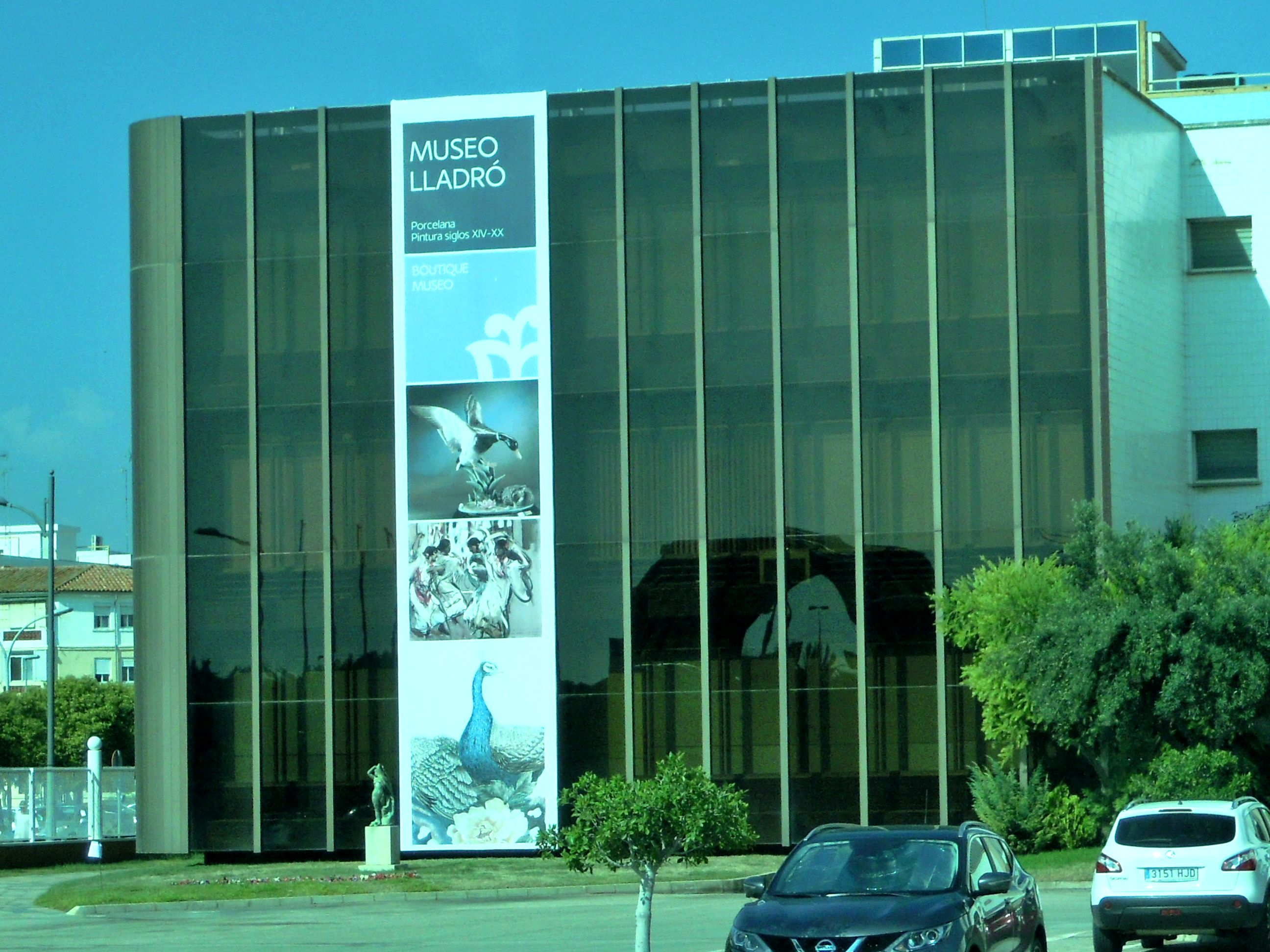
Museum Lladró

Lladró ist ein spanisches Unternehmen, das hochwertige Porzellanfiguren herstellt. Der Firmensitz befindet sich in Tavernes Blanques in der autonomen Region Valencia.

## Firmengeschichte
Lladró wurde im Jahre 1953 von den Brüdern Juan, José und Vicente Lladró in dem Ort Almácera in der Nähe von Valencia gegründet. Zunächst wurden lediglich Vasen und kleine Kannen aus Porzellan hergestellt. 1956 begann die Produktion von Porzellanfiguren, mit denen die Firma weltweit berühmt wurde.
Der Erfolg der Figuren führte zur mehrmaligen Vergrößerung der Werkstatt, bis dann 1958 die Firma in eine neue Produktionsstätte in Tavernes Blanques umzog.
Danach entwickelte sich Lladró wie folgt:
- 1962: Die Brüder Lladró eröffnen eine Lehrschule in der Umgebung ihres Betriebes, um die Kenntnisse zur Herstellung von Porzellanfiguren zu vermitteln. Die Schule besteht auch heute noch.
- 1969: Im Oktober wird die sogenannte "Porzellan-Stadt" vom spanischen Industrieminister eingeweiht. Sie wurde im Laufe von zwei Jahren errichtet und beherbergt in grüner Umgebung Werkstätten, in denen über 2.000 Menschen arbeiten.
- 1970: Lladró beginnt, Figuren aus dem neuen Keramikmaterial gres herzustellen. Es ist erdfarben und wird vornehmlich für natürliche Motive verwendet.
- 1973: Lladró erwirbt einen Anteil von 50 % an dem amerikanischen Unternehmen Weil Ceramics & Glass.
- 1974: Das neue Firmenzeichen wird eingeführt. Es besteht aus einer blauen Glockenblume und erscheint von nun ab auf dem Boden aller Figuren. Auch wird in diesem Jahr die sogenannte "Elite-Kollektion" auf den Markt gebracht.
- 1984: Daniela, Mari Carmen und Juan Vicente Lladró, jeweils Töchter und Sohn der drei Firmengründer, treten der Firma bei. Sie mussten vorher ein strenges und langes Training absolvieren.
- 1985: Es wird die Lladró Sammler-Vereinigung ins Leben gerufen. Die erste Figur wird für mehrere Tausend Euro versteigert.
- 1986: Lladró gründet mit der japanischen Mitsui-Gruppe eine Tochtergesellschaft in Tokyo.
- 1988: Am 18. September wird in New York das Lladró Museum eröffnet.
- 1993: Das Unternehmen wird in Anerkennung seiner internationalen Ausweitung mit dem Prinz-von-Asturien-Preis ausgezeichnet.
- 2001: Ein eigenes Treue-Programm wird unter dem Namen "Lladró Privilege" ins Leben gerufen.

## Herstellung und Vermarktung
Die Materialbeschaffenheiten sind strenges Firmengeheimnis. Hingegen ist das Herstellungsverfahren öffentlich einsehbar, sei es aus eigenen Veröffentlichungen oder anlässlich eines Besuches in der "Porzellan-Stadt". Die Figuren werden aus einer eigens entwickelten Porzellanpaste geschaffen, die ihnen ihren einmaligen Charakter verschafft. Auch die Zusammensetzung der Glanzbeschichtung ist geheim.
Die Lladró-Figuren werden unter ihrem ursprünglichen spanischen Namen verkauft. Zusätzlich erhalten sie einen englischen Namen, der häufig nicht einer genauen Übersetzung entspricht, aber für das internationale Publikum ansprechend sein soll. Irreführend ist dazu noch, dass eine Figur über die Jahre verschiedene Namen erhalten kann.